# Okluky (Malé Hradisko)
Okluky je malá vesnice, část obce Malé Hradisko v okrese Prostějov. Nachází se asi 2 km na severovýchod od Malého Hradiska. V roce 2009 zde bylo evidováno 20 adres. V roce 2001 zde trvale žilo 10 obyvatel.
Okluky leží v katastrálním území Malé Hradisko o výměře 6,78 km2.

## Název
Jméno vesnice je množné číslo jednoho ze dvou stejně znějících starých slov okluk. Význam jednoho byl "zátočina, oklika", druhého "vyklučené, vymýcené místo". Ve jméně Okluk se pravděpodobně skrývá to druhé.

## Historie
První písemná zmínka o obci pochází z roku 1786.
Nad obcí stával Čertův hrad, který sloužil k loupeživým výpravám do okolí.

## Obyvatelstvo

### Struktura
Vývoj počtu obyvatel za celou obec i za jeho jednotlivé části uvádí tabulka níže, ve které se zobrazuje i příslušnost jednotlivých částí k obci či následné odtržení.
| Místní části   | Místní části | 1869 | 1880 | 1890 | 1900 | 1910 | 1921 | 1930 | 1950 | 1961 | 1970 | 1980 | 1991 | 2001 | 2011 |
| -------------- | ------------ | ---- | ---- | ---- | ---- | ---- | ---- | ---- | ---- | ---- | ---- | ---- | ---- | ---- | ---- |
| Počet obyvatel | část Okluky  | 63   | 57   | 43   | 50   | 49   | 53   | 39   | 44   | 52   | 34   | 19   | 17   | 10   | 9    |
| Počet domů     | část Okluky  | 8    | 8    | 8    | 8    | 8    | 8    | 8    | 27   | 0    | 10   | 8    | 12   | 12   | 10   |

## Pamětihodnosti
- Kaplička

## Přírodní poměry
Osadou protéká říčka Hloučela, která na horním toku dostala název Okluka podle této vesničky.
Obec se nachází semknuta v jejím hlubokém údolí ze všech stran obepnuta lesy.

## Fotogalerie

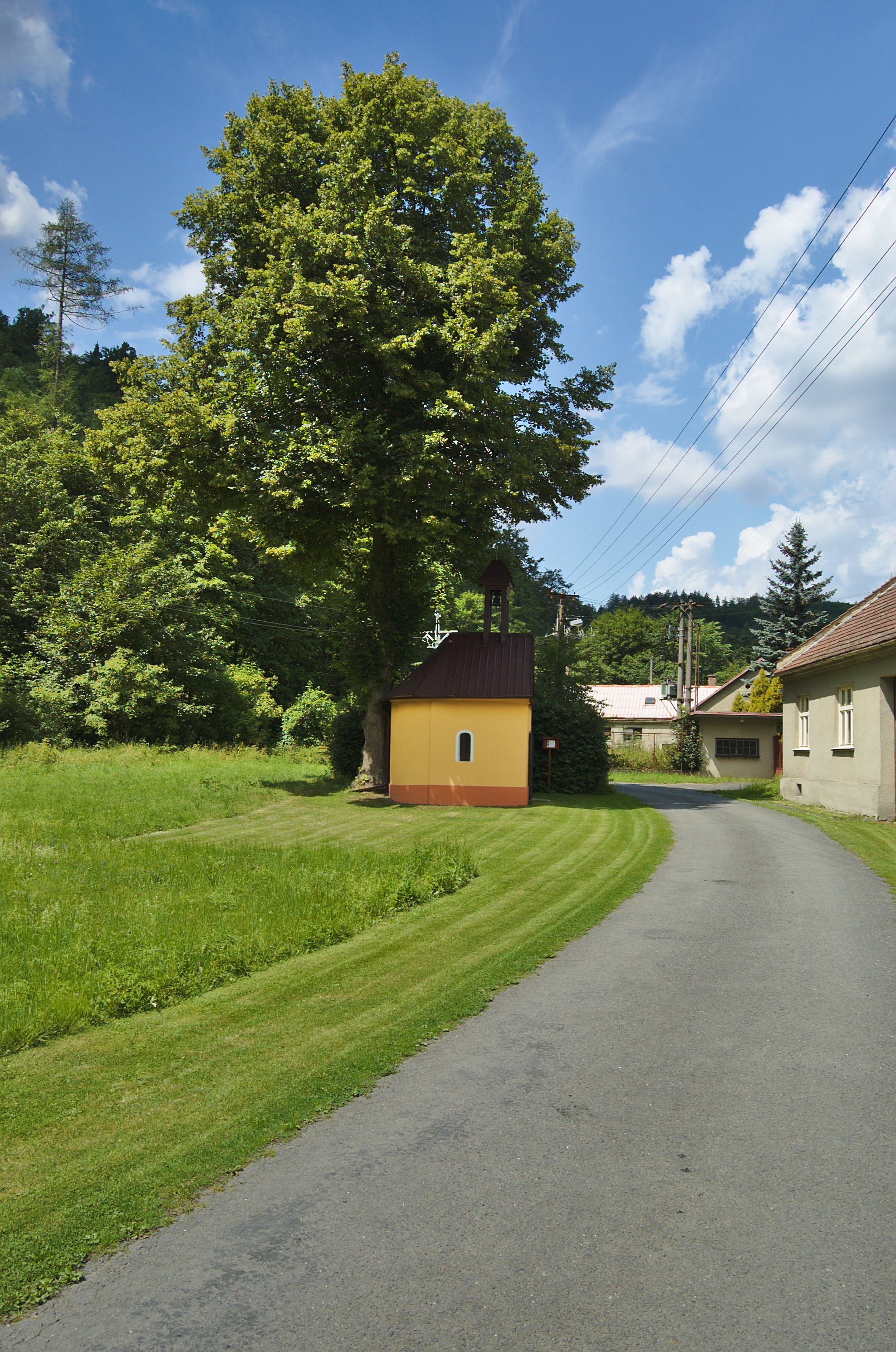
Kaplička
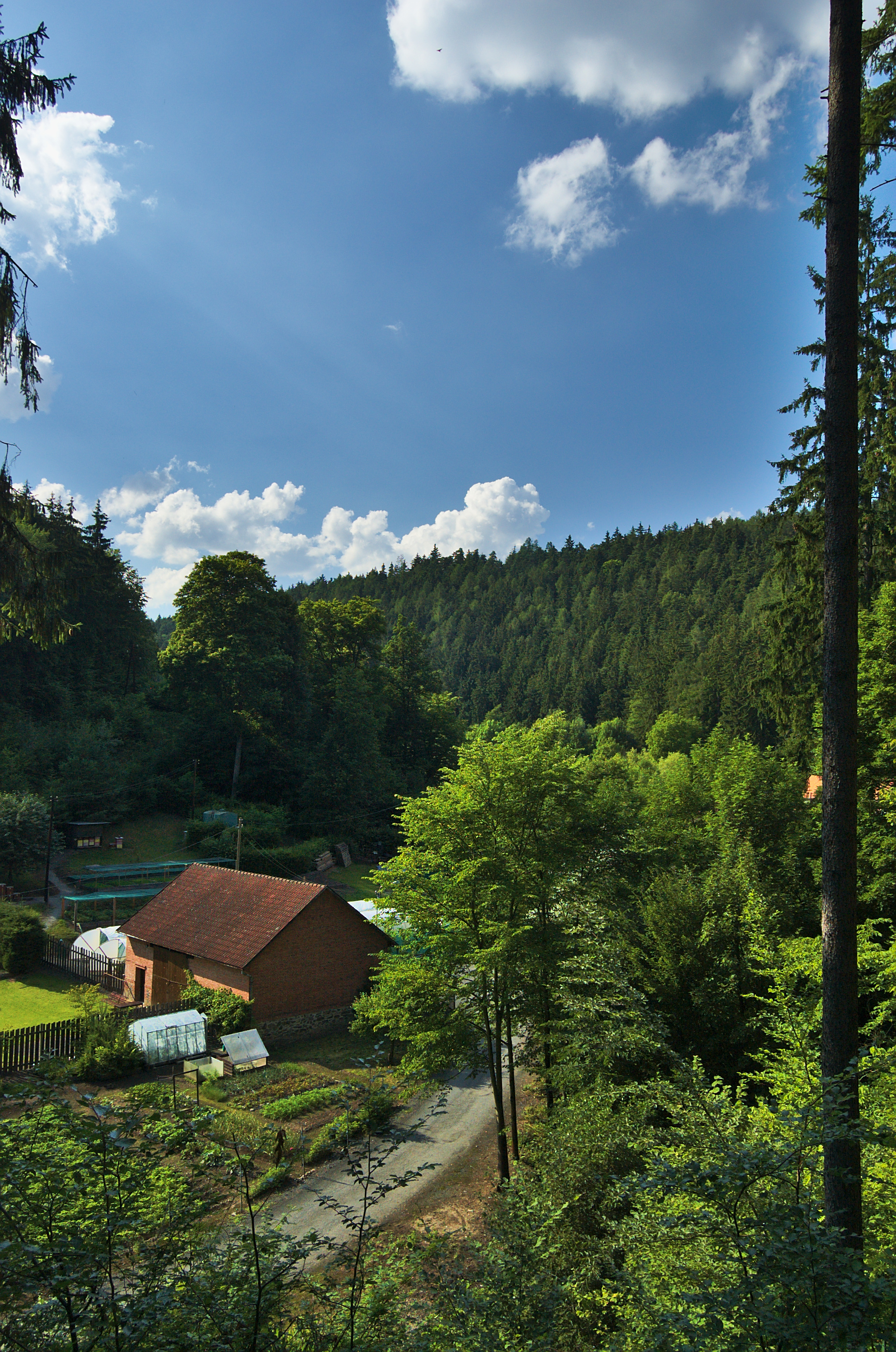
Pohled na hájovnu od Čertova hrádku
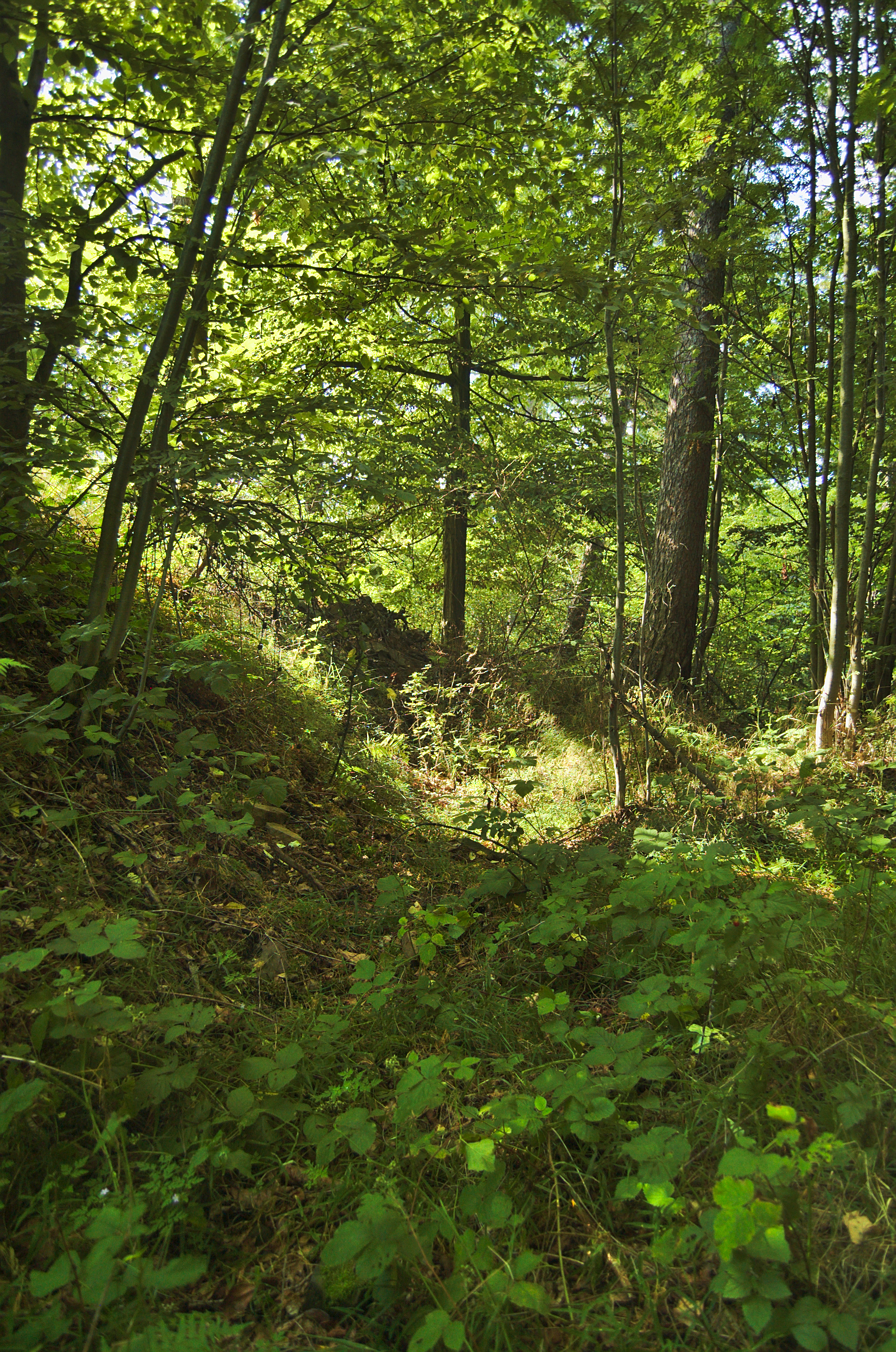
Možné opevnění Čertova hrádku
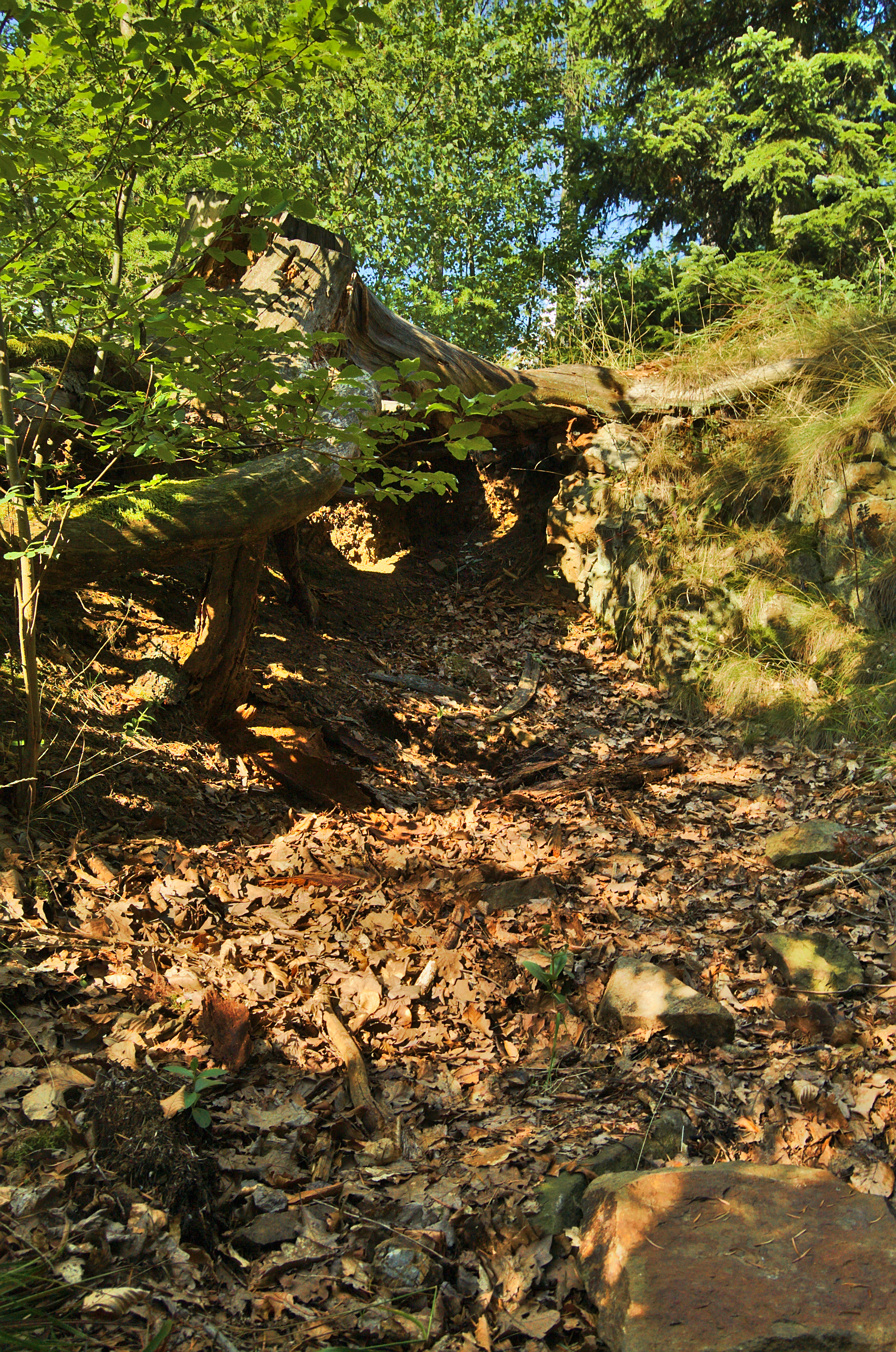
Jáma v zemi na místě Čertova hrádku
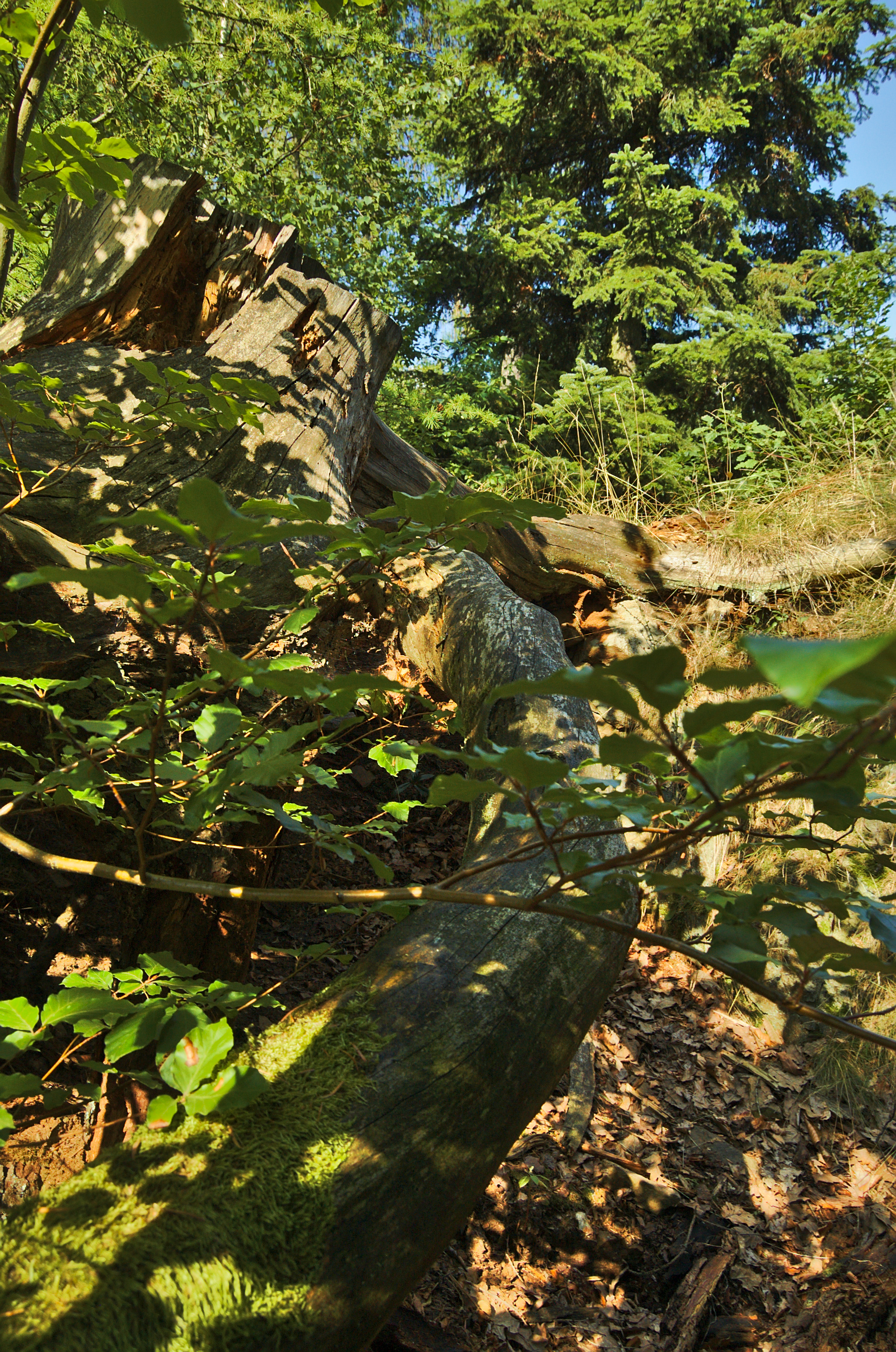
Jáma v zemi na místě Čertova hrádku
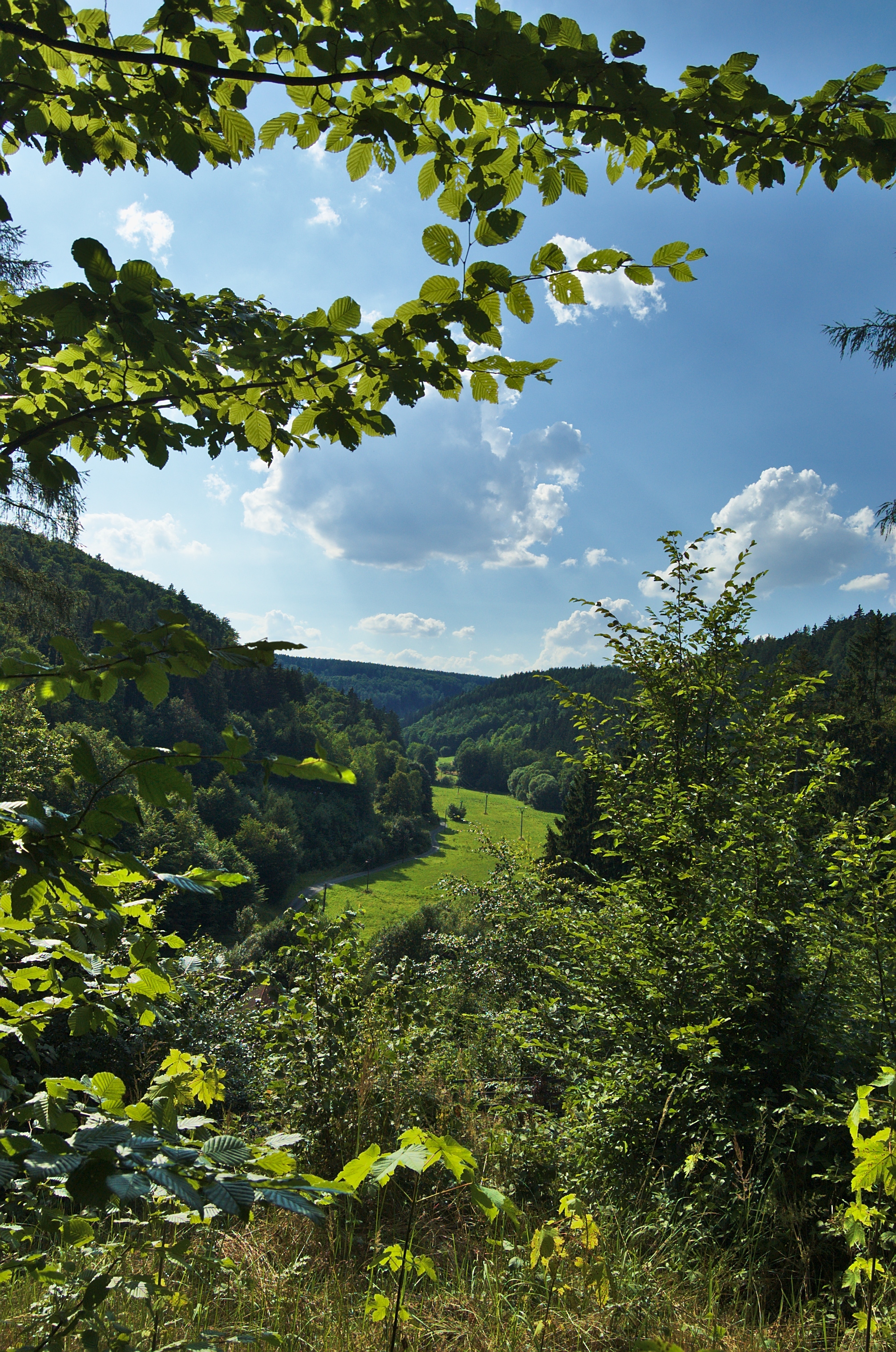
Výhled na údolí Okluky
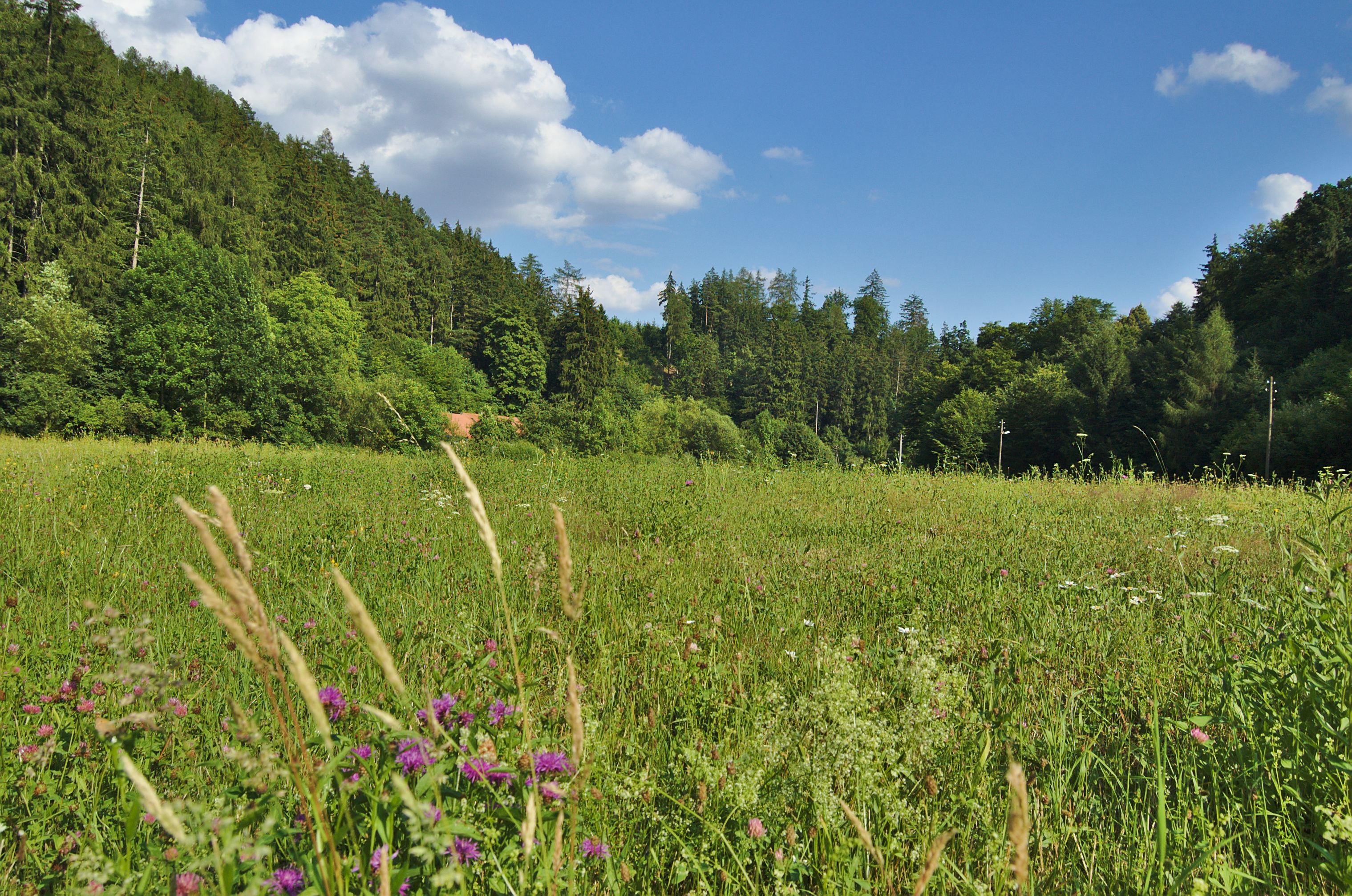
Údolí Okluky
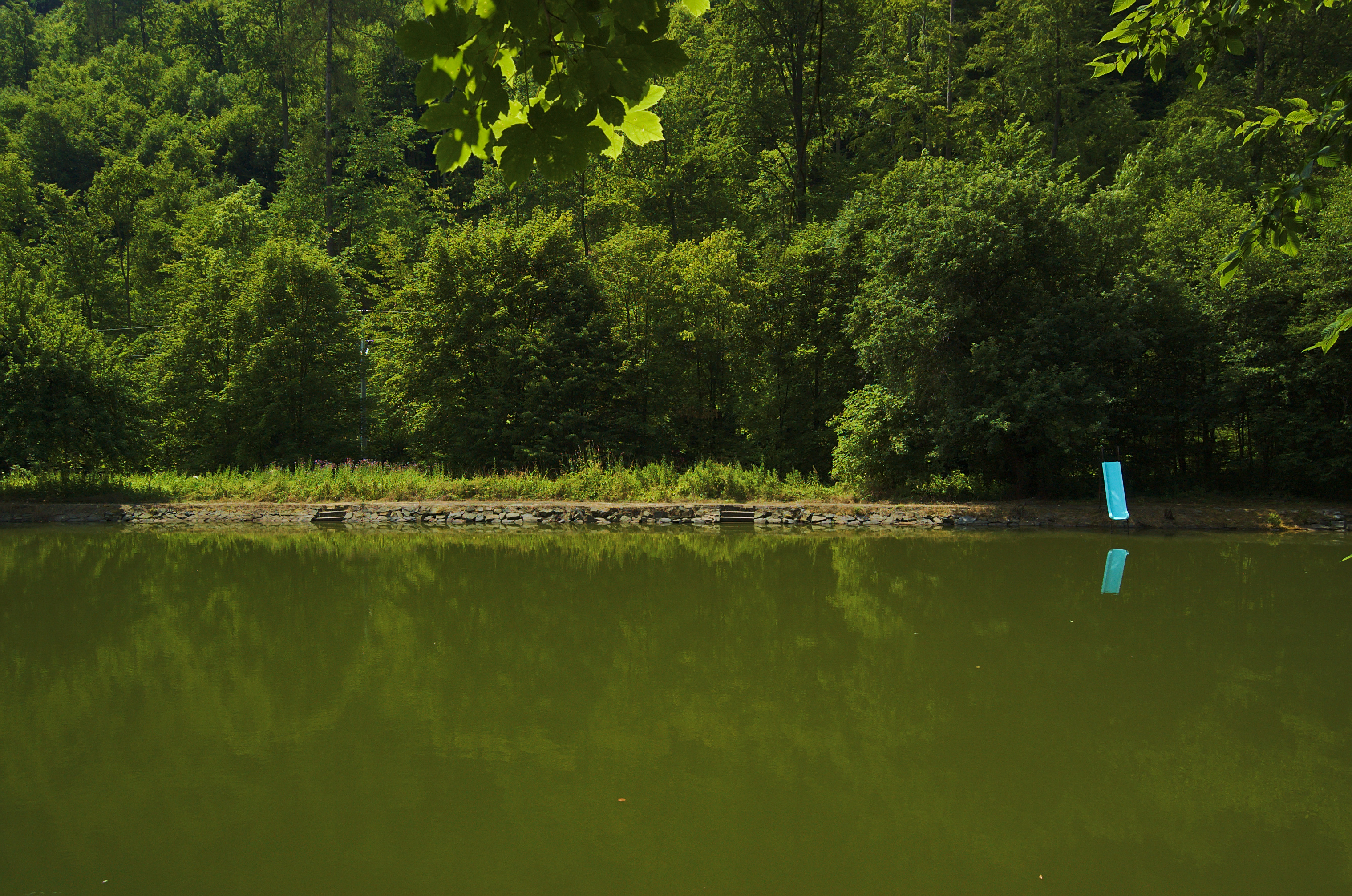
Rybník